# High Steel
High Steel è un documentario del 1966 diretto da Don Owen e prodotto dal National Film Board of Canada.
Si è aggiudicato diversi riconoscimenti, tra cui lo Jugendfilmpreis per il miglior cortometraggio alla 16ª edizione del Festival di Berlino.

## Trama
Attraverso immagini suggestive commentate dalla voce dell'attore e cantante canadese Don Francks, il documentario mostra alcuni indiani Mohawk, della riserva di Kahnawake vicino a Montréal, che a metà degli anni sessanta parteciparono alla costruzione di un grattacielo di Manhattan. Il film si sofferma sull'abilità degli operai, la cui esperienza nella lavorazione del ferro e nei progetti di costruzione è probabilmente da far risalire ad un enorme ponte innalzato sul fiume San Lorenzo nel 1904, oltre che sulla vita di comunità nella riserva e le contraddizioni relative all'impatto della società moderna su una cultura tradizionale come quella dei nativi nordamericani.

## Riconoscimenti
1966
- Festival internazionale del cinema di Berlino
Jugendfilmpreis per il miglior cortometraggio
- Genie Awards
Miglior montaggio a Don Owen
- Cork Film Festival
Statua di bronzo di St. Finbarr - Primo premio (categoria documentari)

1967
- Locarno Festival
Diploma d'onore
- Festival internazionale del cinema di Cracovia
Diploma d'onore
- Melbourne International Film Festival
Diploma di merito
- Journées internationales du film de court métrage de Tours
Premio dei Cineclub